# Thierry Baumann
Pour les articles homonymes, voir Baumann.
Thierry Baumann est un journaliste et animateur de télévision et de radio, auteur et acteur de télévision français.

## Biographie

### Radio
Thierry Baumann est animateur sur Fun Radio, Radio France Isère, O'FM (concepteur en 1990 du premier magazine européen de divertissement sur les ondes en France), Sport O'FM, puis sur France Bleu national.

### Télévision
Thierry Baumann a été chroniqueur pour le magazine Thé ou café présenté par Catherine Ceylac sur France 2. Sur cette même chaîne, il est journaliste trilingue pour le magazine musical C'D'Aujourd'hui (CDA) sur France 2 entre 2001 et 2012 ainsi que pour l'émission Comme au cinéma produite par Frédéric Lopez.
Il a également réalisé des interviews pour le magazine musical Hits & Co sur TF1.
En 2003, il anime le jeu de culture générale 30 000 euros chrono sur France 2.
De 2005 à 2010, il présente le tirage de l'Euro Millions en alternance avec Sophie Favier sur TF1 et plus rarement en duo.
Depuis 2011, il anime aux côtés de Jean-Pierre Foucault et de Sylvie Tellier (de 2011 à 2023) puis Cindy Fabre (depuis 2023)  l'élection de Miss France en direct sur TF1 où il  est  l'animateur des votes par téléphone ou SMS.
En 2013 et 2015, en direct sur France 2, il est la voix-off de la soirée des Victoires de la musique ,
Il est journaliste-auteur pour des documentaires, Indochine au Stade de France diffusé sur France 2 en 2015 ,, la pollution atmosphérique dans l'Union européenne...
En 2019 et 2020, il est auteur et voix off de la cérémonie des Molières sur France 2.

### Musique
- Thierry Baumann est l'auteur des biographies figurant sur les albums de Zaz (Paris), Kids United (Un monde meilleur), Claudio Capéo...
- Il est, depuis des années, spécialiste en coaching Media-training, prise de parole.[réf. souhaitée]
- En 2017, il devient directeur artistique et programmateur du Festival GénéraSon Réservoir de Paris.[réf. souhaitée]
- Il est également auteur / compositeur / interprète et prépare la sortie d'un conte musical pour enfants d'ici fin 2025

## Résumé de carrière d’acteur

### Filmographie - Séries et téléfilms
- 2005 : Alice Nevers, le juge est une femme : Yves Pradelle (épisode "Mince à mourir", saison 5)
- 2007 : Sous le soleil : Gaspard (deux épisodes)
- 2009 : Seconde Chance : Julien Serignolle (cinq épisodes)
- 2009 : Beauté fatale de Claude-Michel Rome : Carl
- 2009 : Profilage : Manuel Rambal (épisode "Tu m'aimeras", saison 2)
- 2010 : RIS police scientifique : Greg Lenôtre (épisode "Sur le vif", saison 6)
- 2013 : Scènes de ménages
- 2015 : Nina : Dr Louis
- 2016 : Joséphine, ange gardien (épisode "Le Secret de Gabrielle") : Dominique
- 2024 : Pub Lindt : Chocolatier